# Virus de l'enroulement apical de la betterave
Curtovirus betae
Espèce
Synonymes
- Beet curly top virus-Iran (ICTV, 1998)
- Beet curly top virus (ICTV, 1990)

Curtovirus betae, appelé le virus de l'enroulement apical de la betterave (BCTV, acronyme de Beet curly top virus), est une espèce de phytovirus pathogènes de la famille des Geminiviridae. Ce virus, qui a été isolé sur la betterave, affecte de nombreuses plantes cultivées, notamment parmi les Cucurbitaceae et les Solanaceae, dont la pomme de terre.

## Référence biologique
- (en) ICTV : Beet curly top virus  (consulté le 1er février 2021)